# كأس ولي العهد 2010–11
كأس ولي العهد 2010–11 هي النسخة الثامن عشرة من بطولة كأس ولي العهد الكويتي، والتي أقيمت في موسم 2010–11. و استطاع نادي الكويت الفوز باللقب للمرة الخامسة في تاريخه. بعدما تأهل إلى المباراة النهائية كل من نادي الكويت ونادي خيطان، وأستطاع نادي الكويت بأن يفوز بنتيجة 2-1. سجل أهداف نادي الكويت كل من علي الكندري وروجيريو دي اسيس كوتينيو، بينما سجل هدف نادي خيطان اللاعب مساعد الفوزان.